# Držov
Držov je vesnice, část obce Vojníkov v okrese Písek v Jihočeském kraji. Leží asi sedm kilometrů severně od Písku mezi místními částmi Vojníkovem a Loukou. V roce 2011 zde trvale žilo 25 obyvatel.
Ve vsi je kaplička, rybníky, několik chalup a statků. Západně od obce na břehu řeky Otavy se nachází chatová oblast, k Držovu přísluší ta část, nacházející se v údolí držovského potoka. V katastru obce najdeme i dvě hájovny: držovskou a Na Vystrkově, které dříve obhospodařovali rozsáhlé lesy patřící Schwarzenberkům.

## Historie
První písemná zmínka o vesnici pochází z roku 1542 (Drzow).

## Obyvatelstvo
| Rok            | 1869 | 1880 | 1890 | 1900 | 1910 | 1921 | 1930 | 1950 | 1961 | 1970 | 1980 | 1991 | 2001 | 2011 | 2021 |
| -------------- | ---- | ---- | ---- | ---- | ---- | ---- | ---- | ---- | ---- | ---- | ---- | ---- | ---- | ---- | ---- |
| Počet obyvatel | 127  | 123  | 127  | 118  | 122  | 117  | 100  | 59   | 39   | 47   | 29   | 27   | 18   | 25   | 19   |
| Počet domů     | 14   | 14   | 15   | 15   | 15   | 17   | 17   | 30   | 15   | 13   | 9    | 9    | 16   | 17   | 18   |

## Obecní správa
Při sčítání lidu v letech 1850–1920 Držov byl osadou obce Vrcovice v okrese Písek. V letech 1921–1959 byl samostatnou obcí v okrese Písek. V letech 1960–1987 byl znovu částí obce Vrcovice v okrese Písek. Od 1. ledna 1988 do 23. listopadu 1990 byl částí obce Záhoří v okrese Písek. Od 24. listopadu 1990 je částí obce Vojníkov v okrese Písek.

## Instituce a doprava
- Pošta: Záhoří u Písku
- Základní škola: Záhoří
- Farní příslušnost: Záhoří
- Spojení: autobus (v provozu pouze ve školním roce), pět kilometrů zastávka Vrcovice, Záhoří (Svatonice).

## Pamětihodnosti
- Kaple na návsi je zasvěcená svaté Anně. Byla dostavěna v letech 1898–1900. Nad vchodem do kostela je umístěna deska s nápisem: „KU CTI A SLÁVĚ BOŽÍ A JEJÍMU PANOVNÍKOVI CÍSAŘI RAKOUSKÉMU FRANTIŠKU JOSEFU I. L. P. 1898“.[8]
- V západní části katastrálního území se na pravém břehu Otavy nachází přírodní památka Dubná.

## Galerie

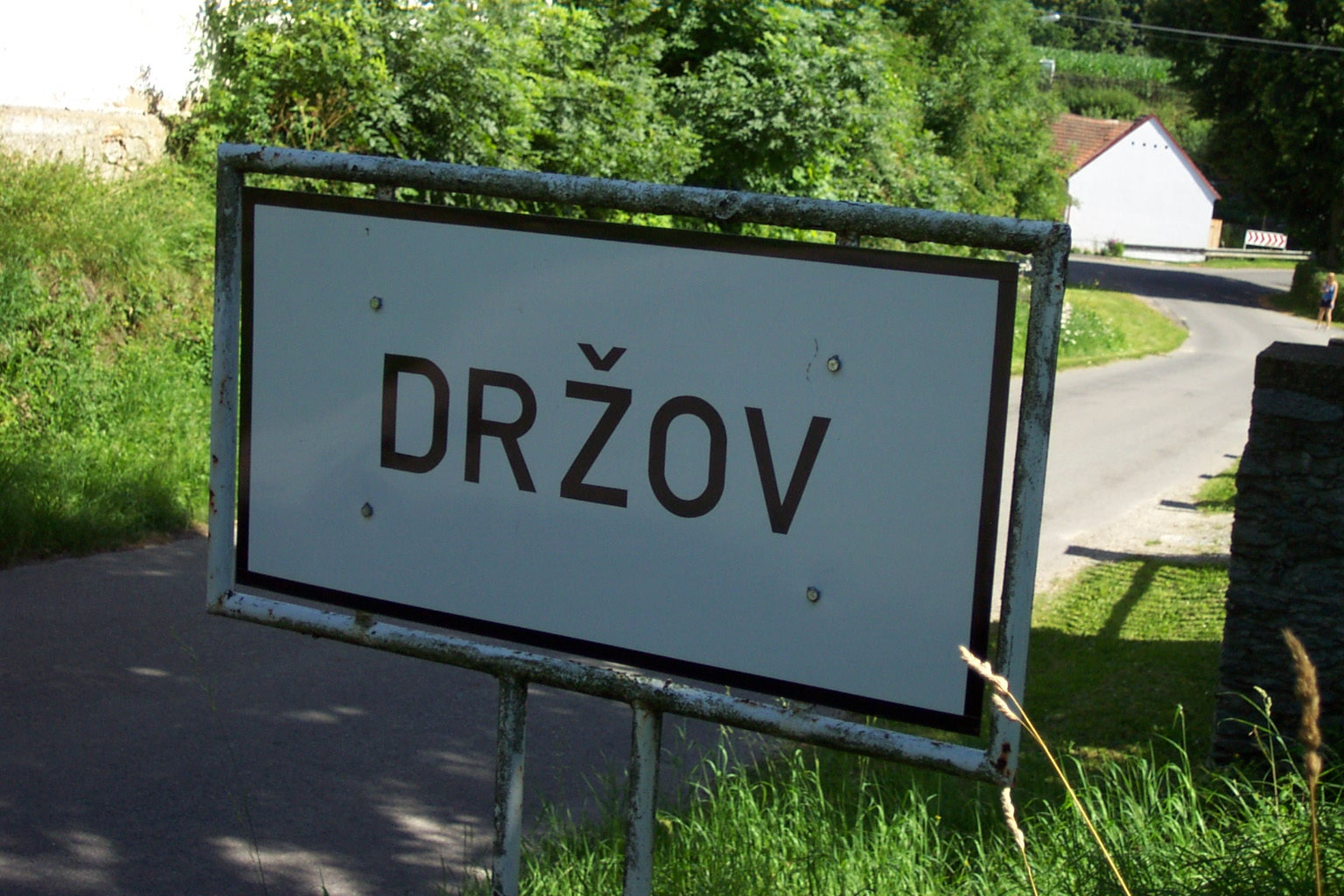
Dopravní značka u vjezdu do vesnice
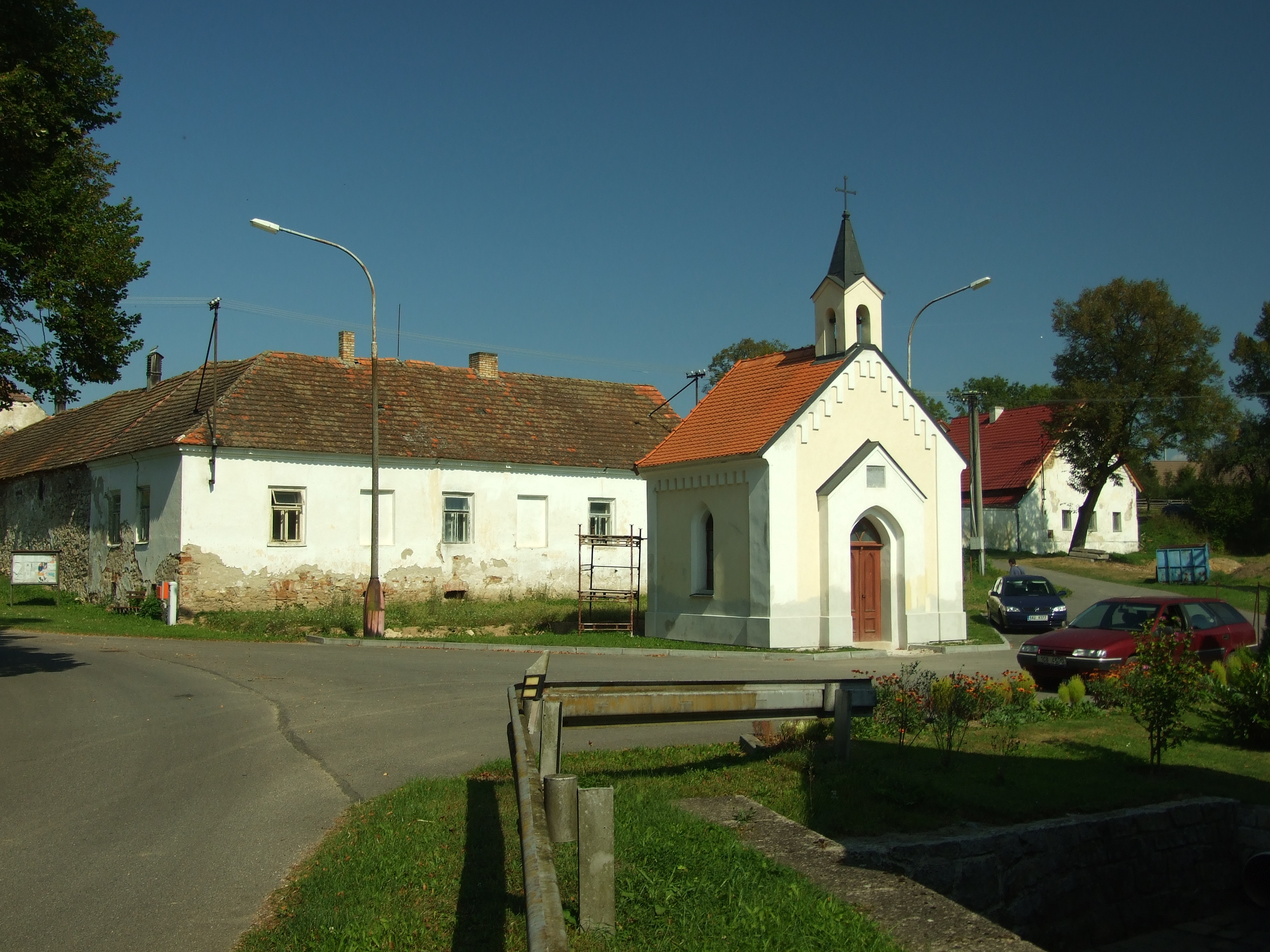
Kaplička
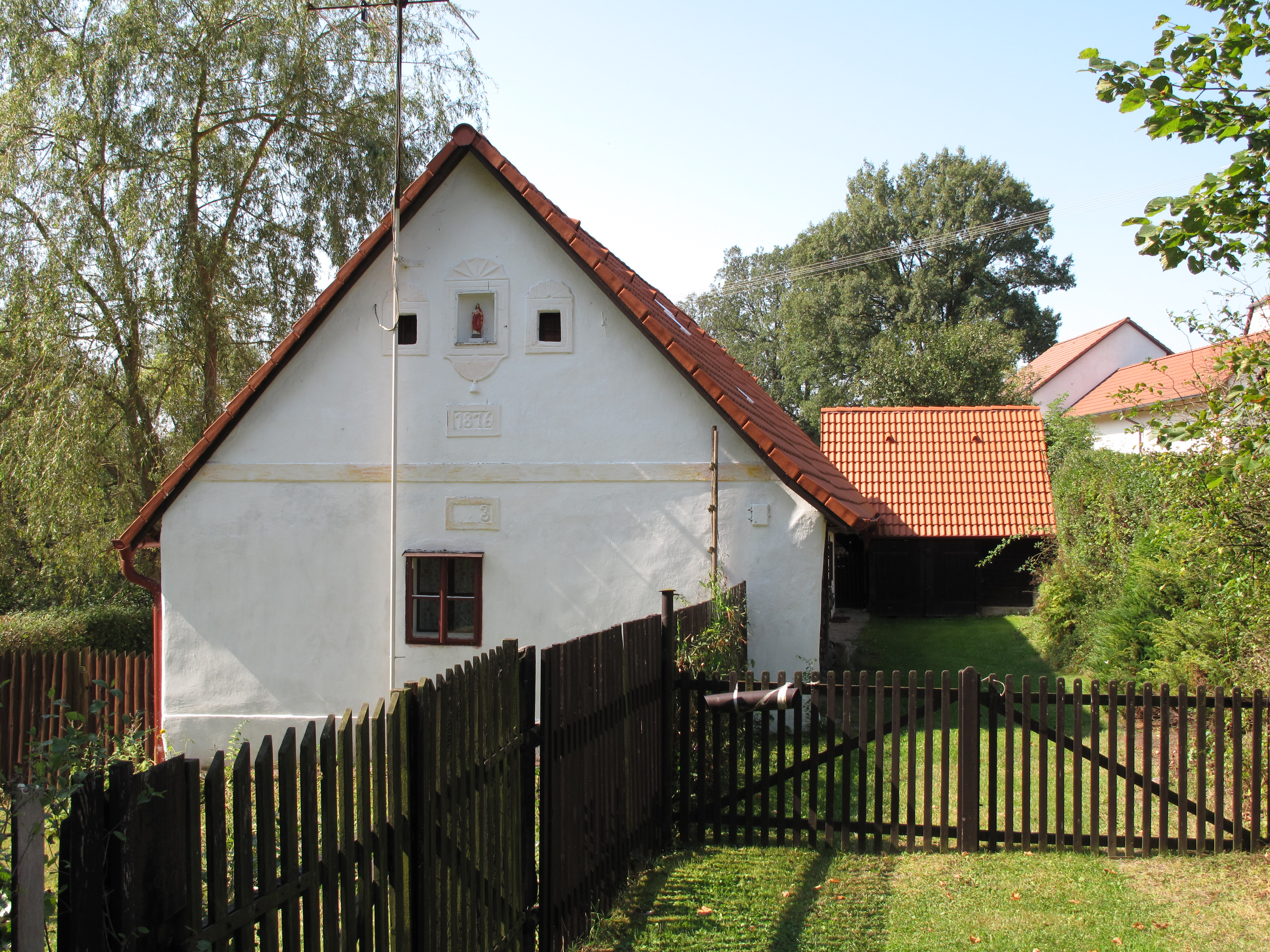
Chalupa